# آقنجي
آقنجي (بالتركية: Akıncı)‏ والجمع «آقنجيلار» (بالتركية: Akıncılar)‏، هي وحدات سلاح الفرسان الخفيفة في التنظيم العسكري للإمبراطورية العثمانية في المناطق الحدودية، والغارات على دول العدو في شكل حروب استنزاف لإضعاف العدو إلى الانهيار عن طريق إحداث الخسائر البشرية أو العسكرية.
كان تدريبهم عالٍ ومنضبطين جداً، وتعدادهم وصل 30 ألف مقاتل، ولا يعسكرون مع الجيش النظامي.

## التسمية
الفعل "akmak" في اللغة التركية معناه: جَريان، سَيلان، انصِبَاب، اِنْسِكَاب، وهو مصدر كلمة «آق Ak-».
وحرف النون «ن» لأخذ الفاعل من الفعل«آق Ak-»، ليكون: «المُنصبّ، المُنسكب».
ثم اللاحقة «جي cı» لاسم الفاعل. والمعنى المجمل هو: «الشخص الذي يكرّ في هجومه ويَنصبُّ على الأعداء».

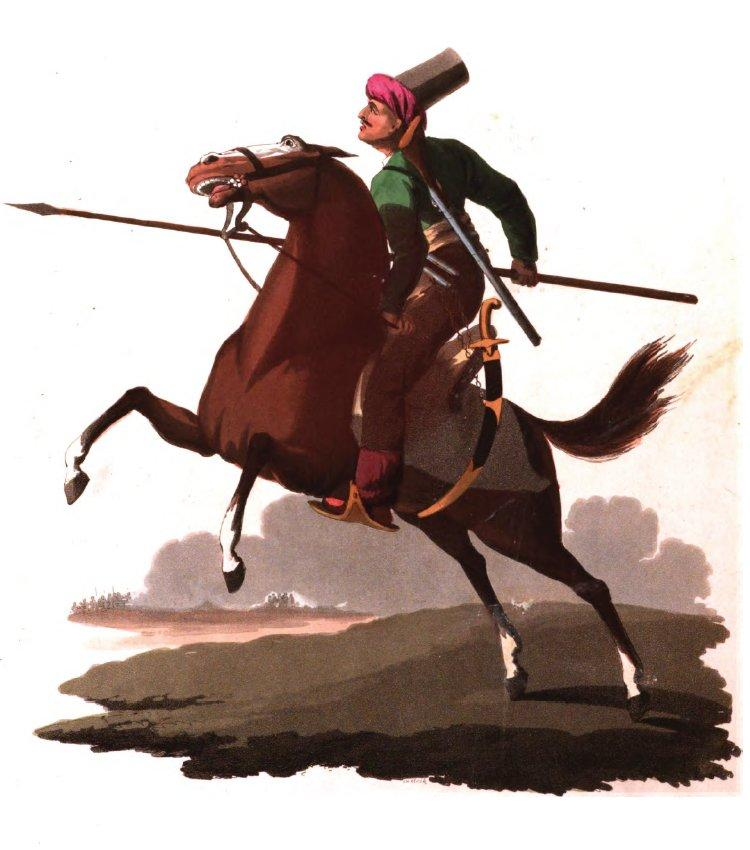
فارس عثماني.

## في العسكرية الحديثة
أُختير اسم «آقنجي» لتسمية الطائرت المسيرة القتالية (بدون طيار) في تركيا نظراً لتشابه دورها مع دور فرسان الآقنجية العثمانيون، والذي يتحدد بالانضباط والتدريب والإعداد العالي، والكرّ بهجوم سريع خفيف والانصبابُ المفاجئ على الأعداء.

## أعلام يحملون اسم آقنجي
- مصطفى أقينجي (الرئيس الحالي لجمهورية شمال قبرص التركية).

## معرض الصور

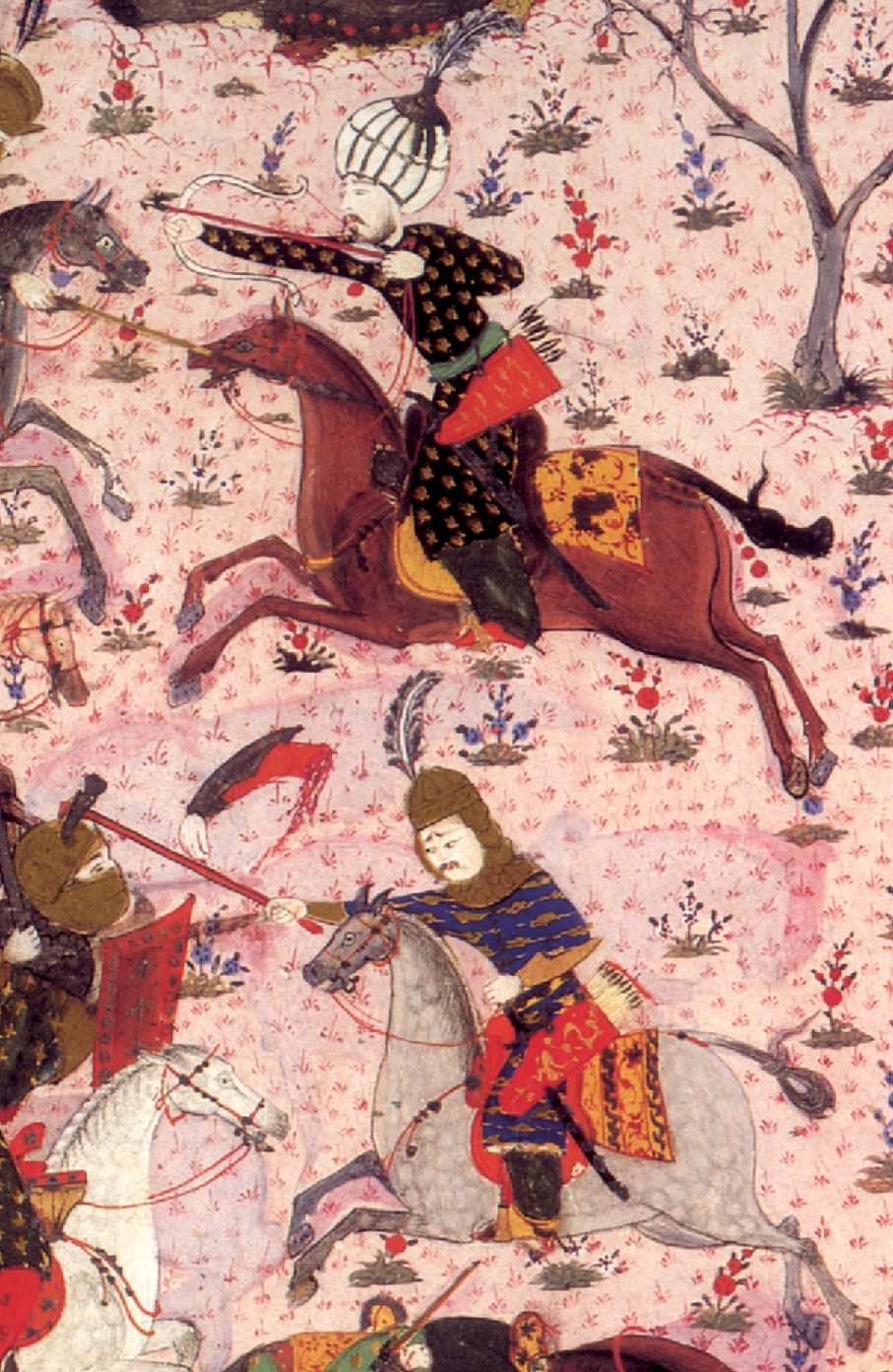
تفاصيل منمنمة تُظهر اثنين من قادة الآقنجية في معركة موهاكس عام 1526م.

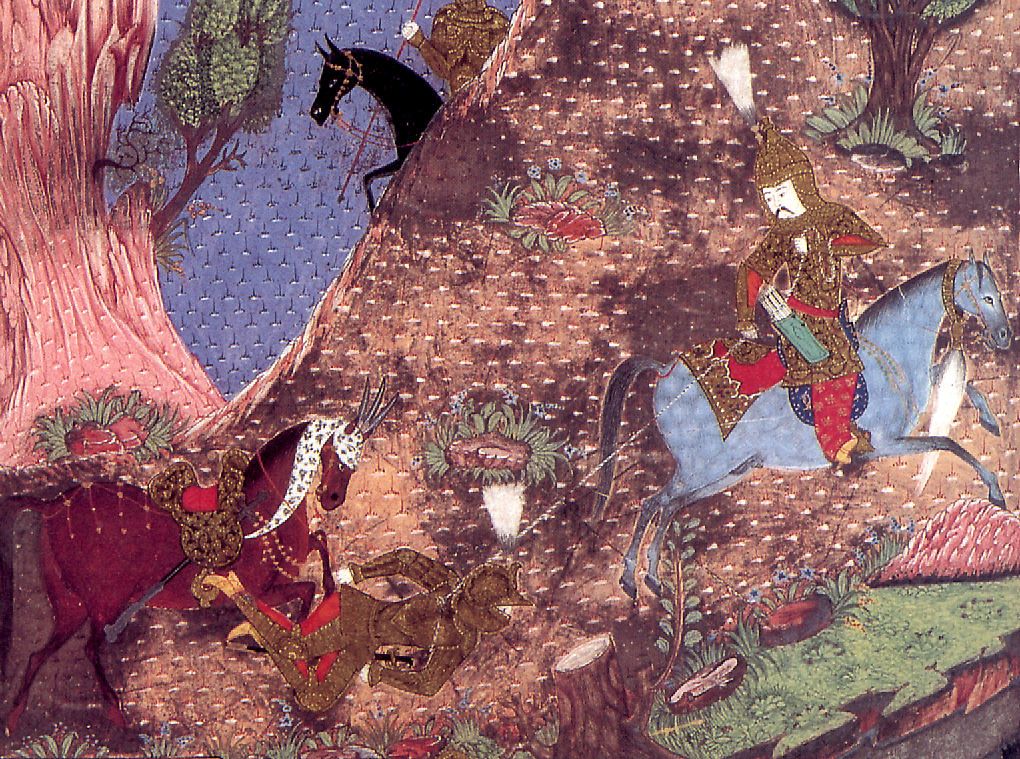
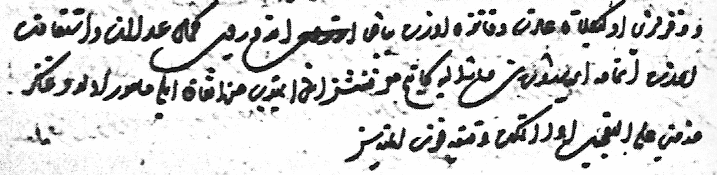
نسخة من الأمر السلطاني الأصلي بشأن تجنيد جنود "الآقنجيلار" (1573م).